# Croton abutilifolius
Espèce
Classification APG III (2009)
Croton abutilifolius est une espèce de plantes à fleurs du genre Croton et de la famille Euphorbiaceae originaire de Bolivie.